# Quyền lực bén
Theo tờ báo Economist quyền lực bén là việc dựa vào “việc đánh đổ, bắt nạt và áp lực; những yếu tố này được kết hợp nhau để thúc đẩy việc tự kiểm duyệt”. Trong khi quyền lực mềm khai thác sức hấp dẫn của văn hóa và các giá trị để tăng cường sức mạnh quốc gia, quyền lực bén giúp các chế độ chuyên chế cưỡng ép hành vi của người dân trong nước và thao túng công luận ở ngoài nước.

## Từ nguyên
Cũng theo báo Economist thuật ngữ quyền lực bén được đặt ra bởi Quỹ quốc gia hỗ trợ dân chủ, một quỹ tài trợ và think tank có trụ sở ở Washington để phân biệt nó với quyền lực mềm.

## Ý nghĩa
Những chế độ dùng quyền lực bén không nhất thiết phải tìm cách "giành lấy trái tim và trí óc", một khuôn khổ chung cho những nỗ lực về quyền lực mềm, thay vào đó họ cố gắng thao túng các đối tượng bằng cách bóp méo thông tin đưa đến những người này. Họ cũng không nỗ lực để "chia sẻ những ý tưởng thay thế" hoặc "mở rộng cuộc tranh luận". Họ cũng không chủ yếu muốn thu hút hoặc thậm chí thuyết phục; thay vào đó, họ tập trung vào sự phân tâm và thao túng. Những chế độ độc tài đầy quyền lực và tham vọng này, ngăn chặn một cách có hệ thống đa nguyên chính trị và tự do ngôn luận để duy trì quyền lực ở trong nước, cũng như cưỡng ép và thao túng quan điểm ở nước ngoài.

## Phân biệt giữa quyền lực mềm và bén
Quyền lực mềm có khả năng tác động tới người khác bằng sức hấp dẫn và sự thuyết phục. Quyền lực bén, trái lại, dựa trên sự khích lệ bằng mua chuộc hoặc cưỡng ép bằng đe dọa. Việc phổ biến các trung tâm ngôn ngữ và văn hóa như Goethe Institute, Britsh Council, Alliance française hay Học viện Khổng Tử là những nỗ lực quyền lực mềm nhưng khi Hanban, cơ quan chính phủ quản lý các Học viện Khổng Tử mong muốn đặt ra các hạn chế làm suy giảm quyền tự do học thuật, thì đó lại là quyền lực bén. Khi các hãng tin tức chính thức của Trung Quốc như Tân Hoa xã phát sóng công khai tại các nước khác, thì nó đang sử dụng các kỹ thuật quyền lực mềm, nhưng khi Đài phát thanh Quốc tế Trung Quốc (CRI) bí mật tài trợ cho 33 đài phát thanh tại 14 quốc gia, trong đó có Úc và Mỹ, tạo thành một mạng lưới tuyên truyền các tin tức có lợi cho Bắc Kinh, họ đã vi phạm nguyên tắc tự nguyện.
Quyền lực bén có tác dụng rất ít trong việc nâng cao quyền lực mềm và trong một số trường hợp lại phản tác dụng. Ở Úc chẳng hạn, sự chấp nhận của công chúng đối với Trung Quốc đã tăng lên cho tới khi có những tường thuật ngày càng gây hoang mang về việc nước này sử dụng các công cụ quyền lực bén để can thiệp vào chính trị Úc, khiến cho hình ảnh Trung Quốc bị thụt lùi đáng kể. Theo giáo sư David Shambaugh của trường Đại học George Washington, trung bình Trung Quốc chi ra mỗi năm khoảng 10 tỉ đô la Mỹ cho các công cụ quyền lực mềm nhưng thu lại được rất ít từ khoản đầu tư này. Bộ chỉ số “Sức mạnh mềm 30” (Soft Power 30 Index) xếp Trung Quốc ở vị trí thứ 25 (và Nga ở vị trí 26) trong tổng số 30 quốc gia được khảo sát.
Mặc dù quyền lực bén và quyền lực mềm hoạt động theo những cách rất khác nhau, song rất khó phân biệt sự khác nhau giữa chúng – và đó là một phần làm cho cuộc ứng phó với quyền lực bén trở nên rất khó khăn. Mọi sự thuyết phục đều liên quan tới khả năng chọn lựa cách thức dàn dựng thông tin. Chỉ khi nào sự dàn dựng đó chuyển dần thành sự lừa đảo, hạn chế quyền lựa chọn tự nguyện của chủ thể, thì khi đó nó mới vượt qua lằn ranh trở thành sự cưỡng ép. Chính cái phẩm chất này – sự cởi mở và những giới hạn của sự lừa đảo cố tính – phân biệt quyền lực mềm với quyền lực bén.

## Trung Quốc
Trung Quốc bị cáo buộc là dùng tiền bạc để gây những ảnh hưởng không minh bạch đến các quốc gia khác. Clive Hamilton, giáo sư về đạo đức học tại đại học Charles Sturt University trong cuốn sách Silent Invasion: How China Is Turning Australia into a Puppet State (Xâm chiếm trong im lặng: Trung Quốc đang biến Úc thành một nước bù nhìn như thế nào) cáo buộc rằng một chiến dịch gián điệp của chính phủ Trung Quốc có hệ thống đang làm "xói mòn chủ quyền Úc". Sự xói mòn này gây ra một phần là do làn sóng di cư của người Trung Quốc đến Úc bao gồm "những tỷ phú có lịch sử mờ ám và liên kết chặt chẽ với đảng Cộng sản Trung Quốc, các chủ sở hữu truyền thông tạo ra những người phát ngôn cho Bắc Kinh, các học sinh "yêu nước" bị tẩy não ngay từ khi mới sinh, các chuyên viên được đưa vào các hiệp hội ủng hộ Bắc Kinh được thành lập bởi Đại sứ quán Trung Quốc ".
Những lo ngại đó được Chính phủ chia sẻ vào cuối năm ngoái, khi Thủ tướng Malcolm Turnbull tuyên bố ông sẽ lên kế hoạch ban hành luật can thiệp nước ngoài mới để chống lại việc các nước ngoài xen vào các quá trình chính trị của Úc. Ông Turnbull đã sử dụng ngôn ngữ mạnh mẽ vào lúc đó, diễn giải một câu khẩu hiệu nổi tiếng của Trung Trung Quốc nói rằng Úc sẽ "đứng lên" chống lại sự can thiệp của các chính phủ nước ngoài vào các vấn đề của Úc.